# لوسیک
لوسیک (ارمنی: Լուսիկ؛ زادهٔ ۱۹۲۲) یک نویسنده ارمنی‌تبار اهل ایران است.

## زندگی‌نامه
وی با نام اصلی لوسیک استپانیان ارمنی: Լուսիկ Ստեփանեան در ۱۹۲۲ در تهران به دنیا آمد تحصیلات ابتدایی را در مدرسه داوتیان تهران فراگرفت و در مدرسه فرانسوی ژاندارک ادامه تحصیل داد. وی از دانشگاه تهران فارغ‌التحصیل گشت. اولین اثرش در روزنامه آلیک تهران به چاپ رسید.